# Madeleine Madden
Madeleine Madden, född 29 januari 1997, är en australisk skådespelare.
Madden har bland annat medverkat i TV-serien Sagan om Drakens återkomst och Tidelands. Hon har även medverkat filmen Dora and the Lost City.

## Filmografi (i urval)
- 2018 – Tidelands (TV-serie)
- 2019 – Dora and the Lost City
- 2021–2023 – Sagan om Drakens återkomst (TV-serie)